# Wilson Creek
Wilson Creek és una població dels Estats Units a l'estat de Washington. Segons el cens del 2000 tenia 227 habitants.

## Demografia
Segons el cens del 2000, Wilson Creek tenia 227 habitants, 96 habitatges, i 60 famílies. La densitat de població era de 88,5 habitants per km².
Dels 96 habitatges en un 27,1% hi vivien nens de menys de 18 anys, en un 53,1% hi vivien parelles casades, en un 5,2% dones solteres, i en un 37,5% no eren unitats familiars. En el 29,2% dels habitatges hi vivien persones soles el 14,6% de les quals corresponia a persones de 65 anys o més que vivien soles. El nombre mitjà de persones vivint en cada habitatge era de 2,36 i el nombre mitjà de persones que vivien en cada família era de 2,97.
Per edats la població es repartia de la següent manera: un 25,6% tenia menys de 18 anys, un 4,8% entre 18 i 24, un 23,8% entre 25 i 44, un 25,6% de 45 a 60 i un 20,3% 65 anys o més.
L'edat mediana era de 42 anys. Per cada 100 dones de 18 o més anys hi havia 96,5 homes.
La renda mediana per habitatge era de 23.750 $ i la renda mediana per família de 24.375 $. Els homes tenien una renda mediana de 31.667 $ mentre que les dones 11.250 $. La renda per capita de la població era d'11.464 $. Aproximadament el 21,6% de les famílies i el 27,4% de la població estaven per davall del llindar de pobresa.

## Poblacions més properes
El següent diagrama mostra les poblacions més properes.